# Lijst van directeurs van de Muntschouwburg
Deze pagina is een lijst van directeurs en balletmeesters van de koninklijke Muntschouwburg te Brussel.
| Jaar | Directeurs                                                                                 | Balletmeesters                                                                           | Periode |
| ---- | ------------------------------------------------------------------------------------------ | ---------------------------------------------------------------------------------------- | --- |
| 1700 | Gio Paolo Bombarda                                                                         | Pierre Deschars                                                                          | |
| 1702 | Domenico Lorenzoni en Giuseppe Contri                                                      |                                                                                          | |
| 1704 | Gio Paolo Bombarda                                                                         |                                                                                          | |
| 1705 | Jean Barrier, artiestennaam Fonpré                                                         |                                                                                          | 1705–1706 |
| 1706 | Joseph de Pestel                                                                           | Pierre Dubreuil                                                                          | |
| 1708 | Francesco-Paolo D'Angelis                                                                  |                                                                                          | |
| 1710 | Jean-Baptiste Grimberghs                                                                   |                                                                                          | |
| 1715 | Jacques Vigoureux Duplessis                                                                |                                                                                          | 1715 |
| 1716 | Bruno-Emmanuel de Beaulieu                                                                 |                                                                                          | |
| 1721 | Louise Dimanche                                                                            |                                                                                          | |
| 1722 | Thomas-Louis Bourgeois                                                                     | Reymond                                                                                  | |
| 1724 | Marianne Dujardin                                                                          |                                                                                          | 1724 — 1725 |
| 1727 | Antonio Maria Peruzzi                                                                      |                                                                                          | |
| 1728 | Joachim Landi                                                                              |                                                                                          | |
| 1730 | Jean-Richard Le Roux, dit Durant                                                           |                                                                                          | |
| 1731 | Joseph Bruseau de La Roche                                                                 |                                                                                          | |
| 1733 | François Moylin, artiestennaam Francisque                                                  |                                                                                          | |
| 1734 | Nicolas Huau                                                                               |                                                                                          | |
| 1736 | Pierre-Antoine Gourgaud, artiestennaam Dugazon                                             |                                                                                          | |
| 1738 | Louis Desjardins, artiestennaam Beaupré / François-Hyacinthe Ribon                         |                                                                                          | |
| 1740 | Pierre-Jacques Ribou de Ricard                                                             |                                                                                          | |
| 1743 | Joseph Uriot / Charles Plante en Jeanne Belhomme                                           |                                                                                          | |
| 1744 | Jean-Baptiste Grimaldi, artiestennaam Nicolini                                             |                                                                                          | |
| 1745 | Jean-Nicolas Servandoni, artiestennaam D'Hannetaire                                        |                                                                                          | |
| 1746 | Charles Simon Favart                                                                       | Billioni                                                                                 | 1746–1748 |
| 1749 | Jean-Benoît Leclair / Giovanni Francesco Crosa / Hus frères                                |                                                                                          | |
| 1750 | Leopold Filips van Arenberg, Karel van Ursel en Jean Charles Joseph, de markies van Deinze |                                                                                          | |
| 1752 | Jean-François Fieuzal, artiestennaam Durancy                                               | François La Comme / Julien / Lemaire                                                     | 1753–1754 — 1754–1755 |
| 1755 | Jean-Nicolas Servandoni, artiestennaam D'Hannetaire                                        | Louis Devisse / Jean-Claude Lescot / Jean-Baptiste Pitrot                                | |
| 1759 | Léopold-Ignace Gourville                                                                   | Joubert / Felicini / Jean-Baptiste Hus                                                   | 1761–1762 — 1762–1763 |
| 1763 | Charliers de Borchgravenbroeck, Pierre Gamond en Pieter van Maldere                        | Charles Bernardy / Billioni                                                              | 1766–1767 |
| 1767 | D'Hannetaire en de Comédiens associés                                                      | Saint-Léger                                                                              | 1767–1768 |
| 1772 | Ignaz Vitzthumb en Louis Compain                                                           | Laurent Bocquet                                                                          | 1772–1773 — 1773–1774 — 1774–1775 — 1775–1776                                                                                     |
| 1776 | Ignaz Vitzthumb                                                                            | Auguste Fisse                                                                            | 1776–1777 |
| 1777 | Louis-Jean Pin, Alexandre Bultos en Sophie Lothaire                                        | Auguste Fisse / Louis Baland / Pierre-Jean Gambu                                         | 1779–1780 — 1780–1781 — 1781–1782 — 1782–1783                                                                                     |
| 1783 | Alexandre en Herman Bultos                                                                 | Jean Malter, artiestennaam Hamoir / Devos / Le Fèvre                                     | 1783–1784 — 1784–1785 — 1785–1786 — 1786–1787                                                                                     |
| 1787 | Herman Bultos                                                                              | Jacques-Philippe Ledet                                                                   | 1787–1788 — 1789–1790 |
| 1791 | Herman Bultos en Jean-Pierre-Paul Adam                                                     |                                                                                          | 1791–1792 — 1792–1793 |
| 1793 | Marguerite Brunet, artiestennaam Mademoiselle Montansier                                   | (geen ballet)                                                                            | |
| 1794 | Herman Bultos en Jean-Pierre-Paul Adam                                                     | (geen ballet)                                                                            | |
| 1796 | Jean-Joseph Galler                                                                         | (geen ballet)                                                                            | |
| 1798 | Marc d'Oberny en J.-F. Cussy dit Champmêlé                                                 | (geen ballet)                                                                            | |
| 1799 | Louis-François Ribié                                                                       | (geen ballet)                                                                            | |
| 1801 | Joseph-Auguste Dubus                                                                       | (geen ballet)                                                                            | 1801–1802 — 1802–1803 — 1803–1804 — 1804–1805 — 1805–1806 — 1806–1807 — 1807–1808 — 1808–1809 — 1809–1810 — 1810–1811             |
| 1811 | Gilles-Jean-Benoît Lecatte, artiestennaam Folleville                                       | (geen ballet)                                                                            | |
| 1815 | Pierre-Louis Stapleton, artiestennaam Eugène Hus                                           | Eugène Hus                                                                               | |
| 1816 | Joseph-Auguste Dubus                                                                       | Eugène Hus / Jean-Louis Oudart                                                           | |
| 1818 | Jean-Baptiste-Sauveur Gavaudan                                                             |                                                                                          | |
| 1819 | Claude Wolf, dit Bernard                                                                   | Jean-Antoine Petipa                                                                      | |
| 1823 | Joseph Langle                                                                              |                                                                                          | |
| 1831 | Charles Laffillé                                                                           | Victor Bartholomin                                                                       | |
| 1833 | Claude-Charles Cartigny                                                                    |                                                                                          | |
| 1835 | Bernard-Léon jeune, artiestennaam Bernard                                                  | Pierre-Joseph Degreef / Pierre-Jean Aniel                                                | |
| 1838 | Pierre Lemoigne                                                                            | Albert                                                                                   | |
| 1840 | Charles-Louis-Joseph Hanssens, Louis Jansenne, Charles Guillemin en Louis Van Caneghem     | Pierre-Joseph Degreef / Jean-Antoine Petipa / Antoine Appiani                            | |
| 1847 | Auguste Nourrit                                                                            | Hippolyte Barrez                                                                         | |
| 1848 | Édouard Duprez en Eugène Massol                                                            | Adrien-Julien Renoux, artiestennaam Adrien                                               | |
| 1849 | Adolphe Grognier, artiestennaam Jean-Baptiste Quélus                                       | Henri Desplaces                                                                          | |
| 1850 | Charles Louis Hanssens                                                                     |                                                                                          | |
| 1852 | Théodore-C.-A. Bauduin, artiestennaam Letellier                                            | Victor Bartholomin / Adrien                                                              | |
| 1858 | Adolphe Grognier, artiestennaam Jean-Baptiste Quélus                                       | Henri Desplaces                                                                          | |
| 1861 | Théodore-C.-A. Bauduin, artiestennaam Letellier                                            | Henri Justamant / Hippolyte Monplaisir / Adolphe Vincent / Joseph Mazilier / Alfred Lamy | |
| 1869 | Jules-Henry Vachot                                                                         | Pierre Hus / Eugène Chapuis / Joseph Hansen                                              | |
| 1872 | François-Hippolyte Avrillon                                                                | Lucien Petipa                                                                            | |
| 1873 | Auguste Deloche, artiestennaam Campocasso                                                  | Joseph Hansen                                                                            | |
| 1875 | Oscar Stoumon en Édouard-Fortuné Calabresi                                                 | Alfred Lamy / Joseph Hansen / Oscar Poigny                                               | |
| 1885 | Camille-Henry-Joseph Verdhurdt                                                             | Joseph Hansen                                                                            | |
| 1886 | Joseph Dupont en Alexandre Lapissida                                                       | Gaetano Saracco                                                                          | |
| 1889 | Oscar Stoumon en Édouard-Fortuné Calabresi                                                 | Lafont                                                                                   | 1889–1900 |
| 1900 | Maurice Kufferath                                                                          | Gaetano Saracco / François Ambrosiny                                                     | 1900–1901 — 1901–1902 — 1902–1903 — 1903–1904 — 1904–1905 — 1905–1906 — 1906–1907 — 1907–1908 — 1908–1909 — 1909–1910 — 1910–1911 |
| 1920 | Maurice Corneil de Thoran, Jean Van Glabbeke en Paul Spaak                                 |                                                                                          | |
| 1943 | Maurice Corneil de Thoran                                                                  | Marthe Coeck                                                                             | |
| 1953 | Joseph Rogatchewsky                                                                        | Nicolas Zverev / Jean-Jacques Etchevery                                                  | |
| 1959 | Maurice Huisman                                                                            | Paul Goubé / (Maurice Béjart)                                                            | |

De Munt benoemde na 1981 geen Balletmeester meer, maar koos een huischoreograaf.
| Jaar | Directeurs         | Huischoreograaf              |
| ---- | ------------------ | ---------------------------- |
| 1981 | Gerard Mortier     | Maurice Béjart / Mark Morris |
| 1992 | Bernard Foccroulle | Anne Teresa De Keersmaeker   |

De Munt koos na 2007 geen huischoreograaf meer. Maar Rosas en Anne Teresa De Keersmaeker blijven een belangrijk deel uitmaken van het dansaanbod van de Munt.
| Jaar | Directeurs      |
| ---- | --------------- |
| 2007 | Peter de Caluwe |